# Georg Friedrich von Lamprecht
Georg Friedrich Lamprecht, ab 1786 von Lamprecht (* 24. September 1759 in Berlin; † 17. November 1820 in Berlin), war ein preußischer Jurist, Wirtschaftswissenschaftler und Domänenrat.

## Leben
Georg Friedrich Lamprechts Vater war der Geheime Oberjustiz- und Tribunalrat Joachim Friedrich Lamprecht (1733–1807). Er wurde zunächst durch Privatlehrer unterrichtet und besuchte anschließend das Gymnasium zum Grauen Kloster und das Joachimsthalsche Gymnasium in Berlin. 1779 schrieb er sich an der Juristischen Fakultät der Universität in Halle für das Studium der Kameralwissenschaften ein. 1783 schloss er das Studium mit dem Magisterexamen und der Promotion ab und ging nach Berlin zurück. Dort studierte er Chemie und Physik und besuchte die Berliner Manufakturen sowie verschiedene Orte Preußens, um sich praktische Kenntnisse anzueignen. 1784 ging er nach Halle zurück, erhielt dort 1785 erhielt den Ruf auf eine außerordentliche Professur an der Philosophischen Fakultät und wurde 1786 nobilitiert. 1787 konnte er in die ordentliche Professur für Kameralwissenschaften aufsteigen und wurde zum preußischen Kriegs- und Domänenrat bei der Kammerdeputation in Halle ernannt. Im selben Jahr übernahm Lamprecht die Leitung des Ökonomischen Gartens der Universität. In diesem Garten, der Teil des Botanischen Gartens war, wurden landwirtschaftliche Pflanzen gezüchtet, wie etwa Nahrungs- und Futtermittel, Färbekräuter, Nutzhölzer oder Obstpflanzen.
1791 wurde er in seiner Tätigkeit als Kriegs- und Domänenrat nach Berlin berufen.

## Familie
Lambrecht heiratete 1785 in Berlin Karoline Ulrike Wiesel (1767–1816), die Tochter des Schifffahrtsdirektors Geheimrat Andreas Wiesel (gest. 1789). Das Paar hatte die Söhne
- Carl Friedrich Andreas (1786–1824), Intendant des Garde-Corps. ⚭ 1820 Louise Düring. Kinder:
  - Auguste von Lamprecht (1821–1886), ⚭ Albert von Goßler, anhalt. Premierminister
  - Otto von Lamprecht (1823–1850)
- Friedrich Wilhelm Ferdinand (1788–1865), der Hauptmann im Ingenieur-Corps wurde. ⚭ Auguste geb. Nuglisch († 24. August 1849), eine Schwester des Berliner Parfüm- und Seifenfabrikanten Adolf Nuglisch.
- Gustav Eduard Ferdinand (1790–1864), der Oberregierungsrat, Präsident der königlichen Bankdirektion und Mitglied des preußischen Staatsrats wurde. ⚭ Johanna Marie Caroline geb. Robert-Tornow († 17. Mai 1837; Kinder:
  - Aemil Friedrich von Lamprecht, * 1. März 1821, † 21. Dezember 1835.)[1]
  - Marie von Lamprecht (1823–1860), ⚭ 1843 Wolf von Pfuel, Generalmajor.
  - Karl von Lamprecht (1829–1871), Gerichtsassessor, Premierleutnant a. D., ⚭ 1859 Hertha von Caprivi (1833–1890).[2]

Nach dem Tod seiner Frau heiratete Lambrecht 1817 Henriette Elisabeth Kannengiesser.

## Werke
- Ueber das Studium der Kameralwissenschaften, seinen Zuhörern gewidmet, 1783
- Versuch eines vollständigen Systems der Staatslehre, 1784
- Entwurf einer Encyklopädie und Methodologie der öconomisch-politischen und Cameralwissenschaften zum     Gebrauch academischer Vorlesungen, 1785
- Lehrbuch der Technologie oder Anleitung zur Kenntniß der Handwerke, Fabriken und Manufakturen, 1787
- Von der Kameralverfassung und Verwaltung der Handwerke, Fabriken und Manufacturen in den Preussischen     Staaten und insonderheit in der Kurmark Brandenburg, 1797